# Allsvenskan i bandy 2018/2019
Allsvenskan i bandy 2018/2019 var Sveriges näst högsta division i bandy för herrar säsongen 2018/2019. Åby/Tjureda IF blev mästare och direktuppflyttade till Elitserien 2019/2020.

## Klubbar
| Klubb                    | Hemort      | Hemmaplan                   |
| ------------------------ | ----------- | --------------------------- |
| AIK                      | Stockholm   | Bergshamra IP               |
| Gripen Trollhättan BK    | Trollhättan | Slättbergshallen*           |
| IF Boltic                | Karlstad    | Tingvalla Isstadion         |
| IFK Kungälv              | Kungälv     | Skarpe Nord                 |
| IFK Rättvik              | Rättvik     | Rättvik Arena*              |
| Kalix BF                 | Kalix       | Kalix IP                    |
| Katrineholm Värmbol BS   | Katrineholm | Backavallen                 |
| Lidköpings AIK           | Lidköping   | Sparbanken Lidköping Arena* |
| Ljusdals BK              | Ljusdal     | Ljusdals IP                 |
| Nässjö IF                | Nässjö      | Stinsen Arena               |
| Peace & Love City        | Borlänge    | Tunets IP                   |
| Tillberga Bandy Västerås | Tillberga   | ABB Arena*                  |
| Tranås BoIS              | Tranås      | Bredtorps IP                |
| Västanfors IF            | Fagersta    | Västanfors IP               |
| Åby/Tjureda IF           | Åby         | Åby Konstisbana             |
| Örebro SK                | Örebro      | Behrn Arena*                |

* – inomhus (bandyhall)

## Grundserien

### Poängtabell
Grundserien avgjordes mellan 3 november 2018 och 23 februari 2019.
  
| Nr | Lag                      | S  | V  | O | F  | GM  | IM  | MS  | P  |
| -- | ------------------------ | -- | -- | - | -- | --- | --- | --- | -- |
| 1  | Åby/Tjureda IF           | 22 | 17 | 2 | 3  | 115 | 69  | +46 | 36 |
| 2  | Nässjö IF                | 22 | 15 | 1 | 6  | 129 | 76  | +53 | 31 |
| 3  | AIK                      | 22 | 14 | 3 | 5  | 103 | 68  | +35 | 31 |
| 4  | Ljusdals BK              | 22 | 12 | 2 | 8  | 129 | 79  | +50 | 26 |
| 5  | Lidköpings AIK           | 22 | 11 | 4 | 7  | 103 | 94  | +9  | 26 |
| 6  | IFK Kungälv              | 22 | 10 | 4 | 8  | 81  | 82  | −1  | 24 |
| 7  | Gripen/Trollhättan BK    | 22 | 9  | 5 | 8  | 107 | 82  | +25 | 23 |
| 8  | IFK Rättvik              | 22 | 8  | 6 | 8  | 106 | 110 | −4  | 22 |
| 9  | IF Boltic                | 22 | 10 | 2 | 10 | 88  | 109 | −21 | 22 |
| 10 | Örebro SK                | 22 | 8  | 5 | 9  | 92  | 91  | +1  | 21 |
| 11 | Peace & Love City        | 22 | 9  | 2 | 11 | 101 | 114 | −13 | 20 |
| 12 | Kalix BF                 | 22 | 8  | 3 | 11 | 99  | 102 | −3  | 19 |
| 13 | Tillberga Bandy Västerås | 22 | 7  | 2 | 13 | 74  | 103 | −29 | 16 |
| 14 | Katrineholm Värmbol BS   | 22 | 6  | 4 | 12 | 99  | 129 | −30 | 16 |
| 15 | Tranås BoIS              | 22 | 5  | 3 | 14 | 77  | 103 | −26 | 13 |
| 16 | Västanfors IF            | 22 | 2  | 2 | 18 | 46  | 138 | −92 | 6  |

## Statistik

### Skytteligan[2]
| Rank                                | Spelare                      | Lag                                          | Mål |
| ----------------------------------- | ---------------------------- | -------------------------------------------- | --- |
| 1                                   | Jonas Pettersson             | Ljusdals BK                                  | 55  |
| 2                                   | Filip Bringe                 | Åby/Tjureda IF                               | 54  |
| 3                                   | Johan Sundquist              | Kalix BF                                     | 36  |
| 4                                   | Christian Frohm              | Peace & Love City                            | 31  |
| 5                                   | Linus Doktare Robin Karlsson | Katrineholm Värmbol BS Gripen/Trollhättan BK | 30  |
| Senast uppdaterad: 25 februari 2019 |                              |                                              |     |

### Assistligan[2]
| Rank                                | Spelare                           | Lag                         | Assist |
| ----------------------------------- | --------------------------------- | --------------------------- | ------ |
| 1                                   | Rasmus Linder                     | Peace & Love City           | 34     |
| 2                                   | Marcus Wikman                     | Ljusdals BK                 | 32     |
| 3                                   | Andreas Eriksson Anton Khrapenkov | IF Boltic Kalix BF          | 27     |
| 4                                   | Misha Sveshnikov Alex Adeheimer   | Ljusdals BK Örebro SK Bandy | 24     |
| 5                                   | Patrik Gustavsson Thulin          | Nässjö IF                   | 22     |
| Senast uppdaterad: 25 februari 2019 |                                   |                             |        |

### Poängligan[2]
| Rank                                | Spelare          | Lag               | Poäng |
| ----------------------------------- | ---------------- | ----------------- | ----- |
| 1                                   | Filip Bringe     | Åby/Tjureda IF    | 68    |
| 2                                   | Jonas Pettersson | Ljusdals BK       | 59    |
| 3                                   | Rasmus Linder    | Peace & Love City | 46    |
| 4                                   | Marcus Wikman    | Ljusdals BK       | 45    |
| 5                                   | Johan Sundquist  | Kalix BF          | 44    |
| Senast uppdaterad: 25 februari 2019 |                  |                   |       |

### Publikligan[2]
| Rank                                | Lag                      | Medel |
| ----------------------------------- | ------------------------ | ----- |
| 1                                   | IFK Kungälv              | 557   |
| 2                                   | Åby/Tjureda IF           | 529   |
| 3                                   | Nässjö IF                | 430   |
| 4                                   | Katrineholm Värmbol BS   | 427   |
| 5                                   | Tranås BoIS              | 407   |
| 6                                   | Gripen/Trollhättan BK    | 390   |
| 7                                   | Ljusdals BK              | 386   |
| 8                                   | IF Boltic                | 315   |
| 9                                   | Örebro SK Bandy          | 246   |
| 10                                  | Lidköpings AIK           | 238   |
| 11                                  | Västanfors IF Bandy      | 229   |
| 12                                  | Kalix BF                 | 216   |
| 13                                  | AIK Bandy                | 178   |
| 14                                  | IFK Rättvik              | 169   |
| 15                                  | Tillberga Bandy Västerås | 162   |
| 16                                  | Peace & Love City        | 137   |
| Senast uppdaterad: 25 februari 2019 |                          |       |

## Kval till Elitserien 2019/2020
I kvalet deltar lag 12-13 från Elitserien och lag 2-3 från Allsvenskan. De fyra lagen spelar ett gruppspel där de två främsta kvalificerar sig för Elitserien 2019/2020. Kvalet spelas mellan 1 och 13 mars 2019.
Poängtabell
| Nr | Lag          | S | V | O | F | GM | IM | MS | P |
| -- | ------------ | - | - | - | - | -- | -- | -- | - |
| 1  | AIK          | 6 | 4 | 0 | 2 | 23 | 17 | +6 | 8 |
| 2  | Frillesås BK | 6 | 3 | 1 | 2 | 18 | 19 | −1 | 7 |
| 3  | Falu BS      | 6 | 2 | 2 | 2 | 19 | 17 | +2 | 6 |
| 4  | Nässjö IF    | 6 | 1 | 1 | 4 | 13 | 20 | −7 | 3 |

Resultattabell
| Hemma \ Borta | AIK | FBS | FBK | NIF |
| AIK           | —   | 3–0 | 6–3 | 6–2 |
| Falu BS       | 5–1 | —   | 2–2 | 2–2 |
| Frillesås BK  | 6–5 | 2–5 | —   | 3–2 |
| Nässjö IF     | 1–2 | 2–5 | 4–2 | —   |

## Kval till Allsvenskan 2019/2020
I kvalet deltar lag 13-14 från Allsvenskan och lag 1 från de fem regionala division 1-serierna. De åtta lagen spelar två gruppspel där de två främsta i respektive grupp kvalificerar sig för Allsvenskan 2019/2020. Kvalet spelas mellan 1 och 13 mars 2019.

### Kvalgrupp A
| Nr | Lag                      | S | V | O | F | GM | IM | MS  | P  |
| -- | ------------------------ | - | - | - | - | -- | -- | --- | -- |
| 1  | Tillberga Bandy Västerås | 6 | 5 | 0 | 1 | 33 | 21 | +12 | 10 |
| 2  | UNIK                     | 6 | 4 | 1 | 1 | 32 | 16 | +16 | 9  |
| 3  | Karlsborgs BK            | 6 | 1 | 1 | 4 | 16 | 36 | −20 | 3  |
| 4  | GT/76                    | 6 | 1 | 0 | 5 | 16 | 24 | −8  | 2  |

| Hemma \ Borta            | GT/76 | KBK  | TBV | UNIK |
| GT/76                    | —     | 2–3  | 2–4 | 2–3  |
| Karlsborgs BK            | 2–5   | —    | 3–6 | 4–4  |
| Tillberga Bandy Västerås | 6–3   | 10–3 | —   | 4–8  |
| UNIK                     | 6–2   | 9–1  | 2–3 | —    |

### Kvalgrupp B
| Nr | Lag                    | S | V | O | F | GM | IM | MS  | P  |
| -- | ---------------------- | - | - | - | - | -- | -- | --- | -- |
| 1  | Nitro/Nora BS          | 6 | 4 | 2 | 0 | 29 | 22 | +7  | 10 |
| 2  | Katrineholm Värmbol BS | 6 | 4 | 1 | 1 | 39 | 16 | +23 | 9  |
| 3  | Tjust IF               | 6 | 2 | 0 | 4 | 28 | 29 | −1  | 4  |
| 4  | Mölndal                | 6 | 0 | 1 | 5 | 13 | 42 | −29 | 1  |

| Hemma \ Borta          | KBS | MÖN  | NBS | TIF |
| Katrineholm Värmbol BS | —   | 10–2 | 4–5 | 8–3 |
| Mölndal                | 0–9 | —    | 3–5 | 0–6 |
| Nitro/Nora BS          | 2–2 | 5–5  | —   | 8–5 |
| Tjust IF               | 4–6 | 7–3  | 3–4 | —   |